# 1. kniha Makabejská
První kniha Makabejská (zkratka 1 Mak) je historická kniha Starého zákona, sepsaná patrně hebrejsky krátce před rokem 104 př. n. l., která vypráví o židovském makabejském povstání (175 až 140 př. n. l.). Zachovala se pouze v řeckém překladu Septuaginty a nestala se součástí „palestinského kánonu“ hebrejské Bible (Tanachu). K jejímu obsahu se však vztahuje židovský svátek chanuka.

## Původ a tradice knihy
Knihu napsal palestinský Žid, který sympatizoval s odbojem bratří Makabejských proti násilné helenizaci Palestiny a kladl velký důraz na plnění Mojžíšova zákona a chrámovou bohoslužbu v Jeruzalémě. Knihu zřejmě užívaly židovské obce a patrně v Alexandrii byla přeložena do řečtiny. Stala se součástí Septuaginty a alexandrijského kánonu, který převzaly první křesťanské církve, chápala se však jako deuterokanonická. Origenés i Jeroným dosvědčují, že byla napsána hebrejsky nebo aramejsky. V reformačních překladech Bible byly deuterokanonické knihy nejprve odděleny (jako v Kralické bibli), později je většina protestantských církví odmítla. Dnes ji jako deuterokanonickou uznávají katolické, pravoslavné a některé další církve. V židovské liturgii se o ni opírá svátek chanuka, oslava opětovného posvěcení jeruzalémského chrámu po vítězství bratří Makabejských (1Mak 4, 52-59).

## Struktura knihy
- 1–2 příčiny konfliktu
- 3–9, 22 skutky Judy Makabejského (166–161 př. n. l.)
- 9, 23–12 skutky Jónatanovy (161–143 př. n. l.)
- 13-16 skutky Šimeónovy (143–135 př. n. l.)

## Obsah knihy
První kniha Makabejská patří žánrově mezi historické knihy. Události líčí více méně v chronologickém pořádku, s velkým zaujetím pro židovský Zákon a zejména chrámovou bohoslužbu, přesto poměrně střízlivě a věcně. Její obsah tvoří dějiny židovského povstání proti násilné helénizaci Palestiny syrskými Seleukovci mezi roky 175 až 140 př. n. l. Panovník Antiochos IV. Epifanés zrušil a zakázal židovskou bohoslužbu, obřízku a sobotu (šabat) a někdy po roce 161 př. n. l. postavil v chrámu sochu boha Dia.
Povstání zahájila rodina židovského kněze Matatiáše, jehož tři synové – Juda, Jónatan a Šimeón dostali přezdívku „makabejští“ (z hebr. makav, průbojník). Povstání začalo jako partyzánská válka v horách, postupně ale mělo úspěch a Juda mohl vyčistit jeruzalémský chrám a obnovit v něm bohoslužbu. Po mnoha vojenských úspěších začal Juda jednat s Římany a uzavřel v Římě smlouvu o spojenectví (1Mak 8). Když roku 160 př. n. l. padl v bitvě, nastoupil po něm jeho bratr Jónatan Apfus, kterého nový král Alexander jmenoval veleknězem a jeho nástupce Démetrios II. stanovil, aby se daně z Judska neodváděly králi, nýbrž do Jeruzaléma (1Mak 11,30-37). Po Jónatanově smrti roku 143 př. n. l. převzal vedení jeho bratr Šimeón, který nastolil mír a dosáhl mezinárodní uznání (1Mak 14-15). Zajistil si znovu římskou podporu, byl však úkladně zavražděn v Jerichu. Velekněžského úřadu se ujal jeho syn Jochanan.

## Souvislosti
Bratři Makabejští tak založili novou židovskou dynastii, kněžskou a později i královskou, která vládla až do Heroda Velikého. Spojení velekněžské a královské moci však postupně mnozí kritizovali a odmítali a z tohoto protestu vzniklo mimo jiné hnutí esejců.
2. kniha Makabejská nenavazuje na líčení 1Mak, nýbrž líčí některé události téže doby z jiného hlediska a přináší nové náboženské myšlenky, například modlitby za zemřelé a vzkříšení při Posledním soudu.